# Цзіньчен
Цзіньчен (кит. спр. 晋城市, піньїнь: Jìnchéng Shì) — місто-округ в центральнокитайській провінції Шаньсі. 

## Географія
Цзіньчен розташовується на сході південної частини провінції.

### Клімат
Місто знаходиться у зоні, котра характеризується вологим континентальним кліматом зі спекотним літом. Найтепліший місяць — липень із середньою температурою 23.4 °C (74.1 °F). Найхолодніший місяць — січень, із середньою температурою -3.4 °С (25.9 °F).
| Клімат Цзіньчена        | Клімат Цзіньчена | Клімат Цзіньчена | Клімат Цзіньчена | Клімат Цзіньчена | Клімат Цзіньчена | Клімат Цзіньчена | Клімат Цзіньчена | Клімат Цзіньчена | Клімат Цзіньчена | Клімат Цзіньчена | Клімат Цзіньчена | Клімат Цзіньчена | Клімат Цзіньчена |
| Показник                | Січ.             | Лют.             | Бер.             | Квіт.            | Трав.            | Черв.            | Лип.             | Серп.            | Вер.             | Жовт.            | Лист.            | Груд.            | Рік              |
| Середня температура, °C | −3,4             | −1,1             | 4,9              | 11,9             | 17,5             | 21,7             | 23,4             | 22,3             | 17,1             | 11,7             | 4,6              | −1,7             | 10,7             |
| Норма опадів, мм        | 6.5              | 10.7             | 23.7             | 37.4             | 51.1             | 76.8             | 158.1            | 130.3            | 82.1             | 43.1             | 23.7             | 7.4              | 650.9            |
| Днів з опадами          | 3,2              | 4,4              | 6,3              | 8,4              | 8,1              | 9,5              | 14,4             | 12,6             | 11,9             | 8,8              | 5,9              | 2,9              | 96,4             |
| Вологість повітря, %    | 52.8             | 54.7             | 55.2             | 55.8             | 56.4             | 56.5             | 72.8             | 75.6             | 72.4             | 67.9             | 63.8             | 57.4             | 61.8             |
| ----------------------- | ---------------- | ---------------- | ---------------- | ---------------- | ---------------- | ---------------- | ---------------- | ---------------- | ---------------- | ---------------- | ---------------- | ---------------- | ---------------- |
| Джерело: Weatherbase    |                  |                  |                  |                  |                  |                  |                  |                  |                  |                  |                  |                  |                  |